# Дом Шатийон
Дом Шатийон (на френски: Maison de Châtillon) е знатен френски род, известен от 9 век и угаснал през 1762 г. Много представители на рода участвали в Кръстоносните походи.
Резиденцията на Дом Шатийон е било Сеньория Шатийон около Шатийон сюр Марн югозападно от Реймс, където в началото имали титлата Vidame de Reims. През това време родът има два архиепископи на Реймс, (Ги, † 1055, архиепископ от 1032 г., и Манас II, † 1115, архиепископ от 1095), и преди всичко кардиналепископ Одо от Остия, който като Урбан II през 1088 г. става Папа и на Клермонския събор през 1095 г. инициатор на Кръстоносните походи. По време на Втория кръстоносен поход Рено дьо Шатийон става княз на Антиохия.
От началото на 13 век фамилията се издига чрез женитби и наследства:
- Графство Сен Пол (1205–1360)
- Графство Блоа (1231–1391)
- Графство Шартър (1269–1286)
- Херцогство Бретан (1345–1364)
- Графство Соасон (1350–1391) с Бомон и Шиме
- Висконтство Лимож (1384–1481)
- Графство Пентиевър (1384–1485)

Собствеността е поделяна няколко пъти (1249, 1333 и 1416) с по-млади линии и през 16 век чрез наследство е загубена.